# Persoonia comata
Persoonia comata är en tvåhjärtbladig växtart som beskrevs av Meissn.. Persoonia comata ingår i släktet Persoonia och familjen Proteaceae. Inga underarter finns listade i Catalogue of Life.